# Pride (пісня Емі Макдональд)
«Pride» — другий сингл третього студійного альбому шотландської авторки-виконавиці Емі Макдональд — «Life in a Beautiful Light». Сингл вийшов 13 серпня 2012.

## Список композицій
| Цифрове завантаження | Цифрове завантаження | Цифрове завантаження | Цифрове завантаження | Цифрове завантаження |
| #                    | Назва                | Автор слів           | Продюсер             | Тривалість           |
| -------------------- | -------------------- | -------------------- | -------------------- | -------------------- |
| 1.                   | «Pride»              | Amy Macdonald        | Pete Wilkinson       | 3:22                 |

## Чарти
Тижневі чарти
| Чарт (2012)                                                  | Позиція |
| ------------------------------------------------------------ | ------- |
| Бельгія (Фландрія) (Ultratop)                                | 39      |
| Шотландія (Official Charts Company)                          | 87      |
| Велика Британія (UK Singles Chart) (Official Charts Company) | 187     |